# 8P/Tuttle
8P/Tuttle, ook wel als de komeet van Tuttle bekend, is een komeet in het zonnestelsel die ontdekt is door Horace Parnell Tuttle op 5 januari 1858 en die op 2 januari 2008 langs de aarde scheerde op een afstand van 0,25 AU. Comet 8P/Tuttle is verantwoordelijk voor de Ursiden meteorenzwerm eind december.

## Vorm
De radarbeelden van de komeet van januari 2008 genomen door de Arecibo radartelescoop tonen dat de komeet bestaat uit twee aan elkaar hangende brokken in een haltervorm. Door de speciale vorm zijn er twee kernen. Men berekende dat de komeet het equivalent is van een komeet van 4,5 km doorsnede.

## Fotogalerij

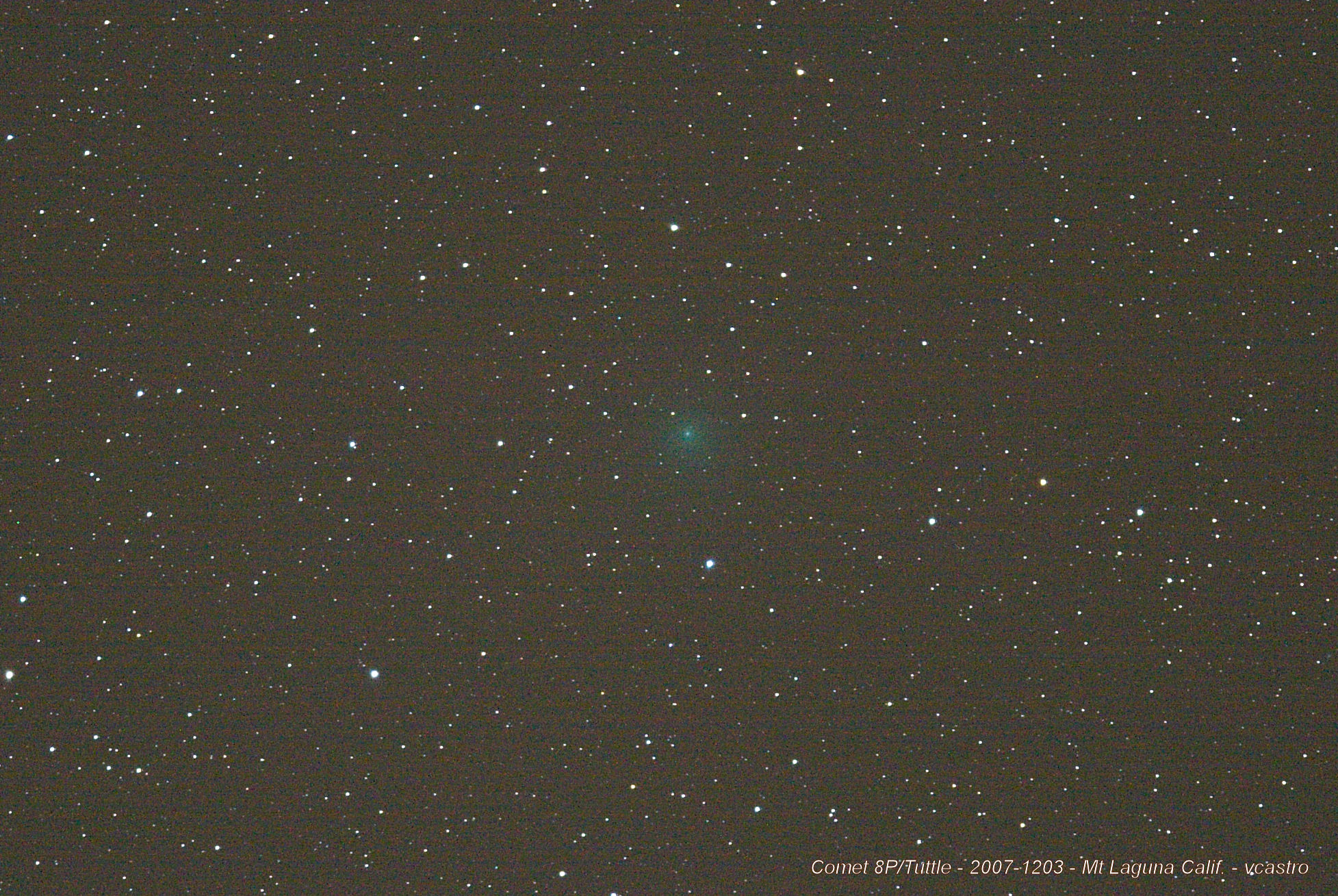
Tuttle on December 3, 2007 from Mount Laguna, California
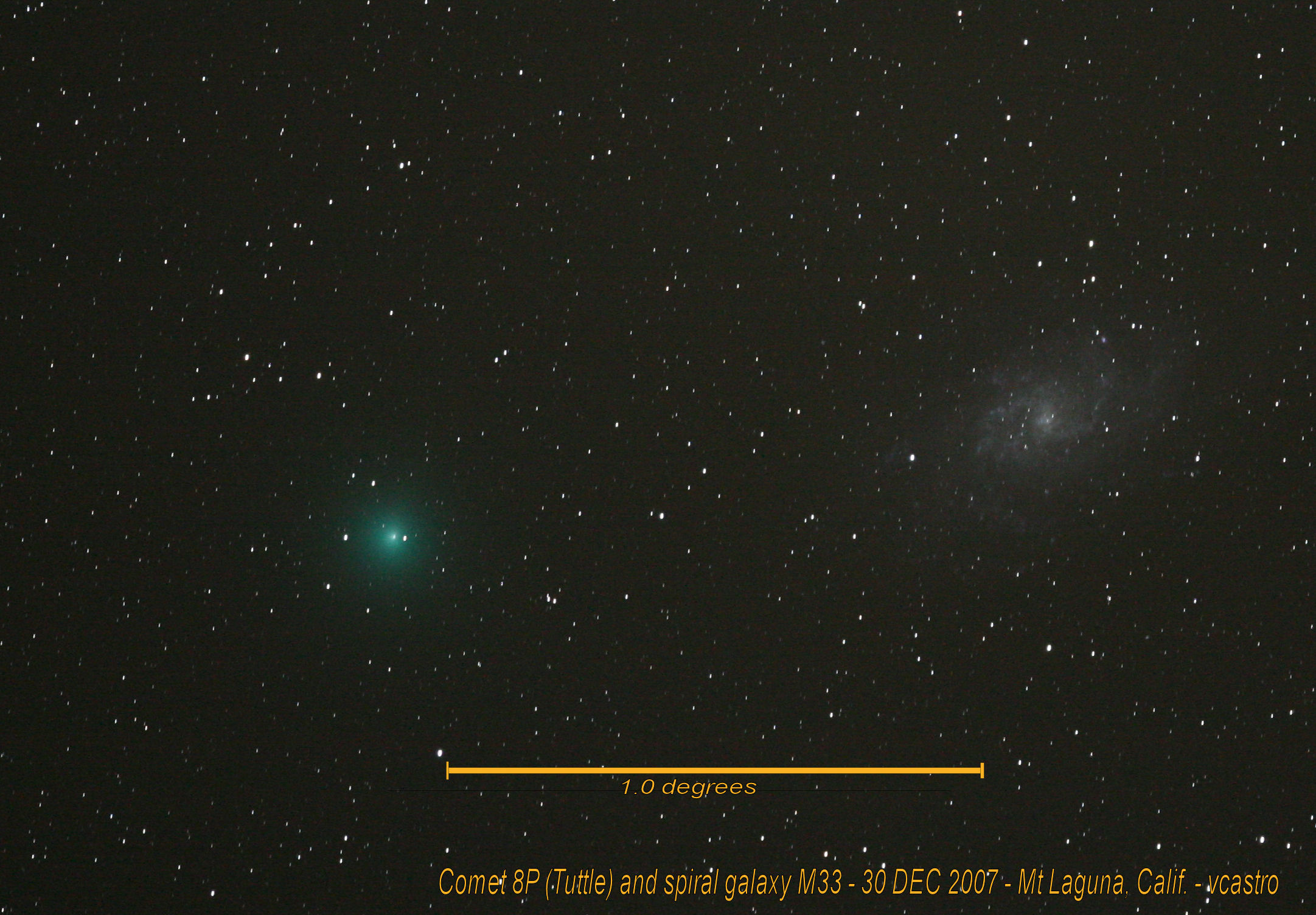
About 1.2 degrees from M33 on December 30, 2007.